# Улица Циолковского (Москва)
У́лица Циолко́вского — улица, расположенная в Северо-Западном административном округе города Москвы на территории района Покровское-Стрешнево.

## История
Улица получила своё название в 1934 году (по другим данным — 26 августа 1960 года) в память об основоположнике теории космонавтики Константине Эдуардовиче Циолковском (1857—1935), ученом и изобретателе в области аэро- и ракетодинамики.

## Расположение

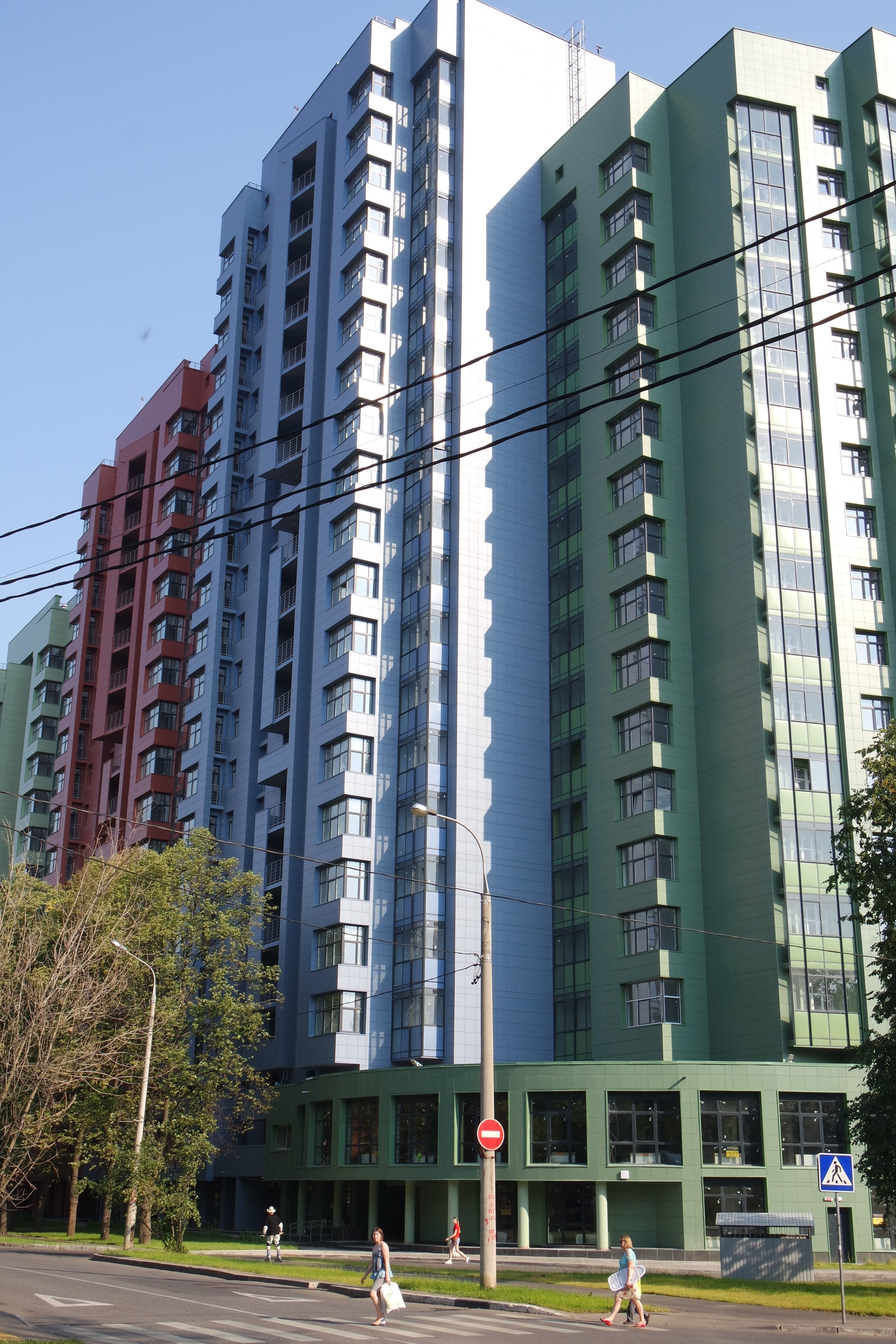
Жилые дома на углу с Вишнёвой улицей

Улица Циолковского проходит от улицы Свободы на запад, пересекает Вишнёвую улицу и проходит до подъездных путей Московского машиностроительного предприятия имени В. В. Чернышева. Части улицы, разделённые Вишнёвой улицей, смещены относительно неё: западная — чуть южнее, восточная — чуть севернее. Нумерация домов начинается от улицы Свободы.

## Примечательные здания и сооружения
По нечётной стороне:
По чётной стороне:
- памятник К. Э. Циолковскому — в сквере между улицей Циолковского, Вишнёвой улицей и улицей Долгова.

## Транспорт

### Автобус
- 62: от улицы Свободы до Вишнёвой улицы.
- 96
- Т
- 102

### Метро
- Станция метро «Тушинская» Таганско-Краснопресненской линии — юго-западнее улицы, на проезде Стратонавтов.

### Железнодорожный транспорт
- Станция Тушино Рижского направления Московской железной дороги — у западного конца улицы, между Тушинской улицей и проездом Стратонавтов.